# アッシュル・レシュ・イシ2世
アッシュル・レシュ・イシ2世（Aššūr-reš-iši II、maš-šur-SAG-i-ši、「アッシュル神は我が頭を持ち上げる」、在位：前971年-前967年）はアッシリアの王。『アッシリア王名表』には第96代のアッシリア王としてリストされている。5年間という短い彼の治世は詳細がはっきりせず、また前任者であるアッシュル・ラビ2世および後任者であるティグラト・ピレセル2世の長い治世によって影が薄くなっている。

## 来歴
彼は父親であるアッシュル・ラビ2世の跡を継いで王となった。アッシュル・ラビ2世は41年間という長い在位期間を持っており、アッシュル・レシュ・イシ2世は恐らく即位した時にはかなり高齢であったであろう。『対照王名表（Synchronistic Kinglist）』において彼に対応するバビロンの王はバビロン第7王朝（エラム王朝）の唯一の王であるマール・ビティ・アプラ・ウツル（在位：前983年-前978年）とされている。だが、バビロニアとアッシリアの伝統的な編年に照らして、実際の同時代の王はナブー・ムキン・アプリ（在位：前978年-前943年）であった可能性の方が高い。リンム表「Cc」の断片において、彼の時代のリンム職担当者を記載していたはずの第V列最上部は欠損しており読み取れない。
『アッシリア王名表』の写本と、彼の孫アッシュル・ダン2世による言及を別にすると、アッシュル・レシュ・イシ2世に言及する同時代の碑文はアッシュルのStelenreihe（石碑の列）から見つかった彼の石碑と、ベール・エレシュ（Bēl-ereš）のシリンダーの碑文だけである。彼の石碑（No. 12）にはシンプルに「アッシリアの王（MAN.KUR aš-šur）[ア]ッシュール・[ラ]ビ（[A]ššur-[r]abi）の子、アッシュル・レシュ・イシのṣalam」と刻まれている。ṣalamという単語は「像」を意味するものと解釈される。アッシュル市から発見されたシリンダーの碑文では、ハブール川の河谷地方にあるシャディカンニ（Šadikanni）のサムヌハ神殿のシャングー（šangû、神官長）であったベール・エレシュが、アッシュル・ラビ2世の治世中に自分が行った運河の岸壁の建設と、アッシュル・レシュ・イシ2世の治世中に行ったサムヌハ神殿の再建を記念している。

## 史料
1. ↑  Khorsabad Kinglist, tablet IM 60017 (excavation nos.: DS 828, DS 32-54), iv 10, 12.
2. ↑  Nassouhi Kinglist, Istanbul A. 116 (Assur 8836), iv 25, 27.
3. ↑  Synchronistic Kinglist, tablet Ass 14616c (KAV 216), iii 8.
4. ↑  Eponym List KAV 21, tablet VAT 11254, v.
5. ↑  Stele RIMA 2 A.0.96.1 :2.
6. ↑  Cylinder inscription of Bēl-ereš, RIMA 2 A.0.96.2001:16.